# Nedlloyd Baltimore (schip, 1978)
De Nedlloyd Baltimore was een vrachtschip van Nedlloyd dat in 1978 gebouwd werd door Van der Giessen-de Noord. Het schip werd opgeleverd met een Sulzer 7RND76M dieselmotor met 16.800 pk die het een vaart gaf van zo'n 18 knopen, terwijl het 676 TEU kon vervoeren. Het was het zusterschip van de Nedlloyd Bahrain, Nedlloyd Bangkok en Nedlloyd Barcelona.
In 1992 werd het schip verkocht aan Bizet Shipping onder beheer van Alfred C. Toepfer en het jaar daarop werd de naam Agulhas. Het kwam in 1996 in aanvaring met de Asia Star. In 2001 werd Highstreet Shipping Company de eigenaar met het beheer bij Cyprus Maritime Company onder de naam Agulhas Express en in 2003 Delmas Aloe. In 2006 werd Garrison Shipping Company de eigenaar en werd de naam BSLE Endurance.
In 2009 arriveerde het schip in Alang waar het werd gesloopt.